# August von Kirchfeldt
Friedrich Wilhelm August Kirchfeldt, seit 1858 von Kirchfeldt, (* 2. Januar 1802 in Berlin; † 3. November 1858 in Torgau) war ein preußischer Generalmajor.

## Leben

### Herkunft
Er war der Sohn des preußischen Majors der Artillerie Andreas Kirchfeldt († 1824 in Berlin) und dessen Ehefrau Friederike Wilhelmine, geborene von Schlichten.

### Militärkarriere
Kirchfeldt trat am 31. März 1817 als Kanonier in die Garde-Artillerie-Brigade der Preußischen Armee ein. Zwei Jahre später wurde er zum Portepeefähnrich und am 10. November 1819 zum Sekondeleutnant befördert. Von 1827 bis 1839 war Kirchfeldt Adjutant der Artilleriebrigade und stieg bis 1. Mai 1839 zum Kapitän auf. Am 4. April 1844 kam er mit der Beförderung zum Major in den Großen Generalstab. Von dort wurde Kirchfeldt am 17. März 1846 in den Generalstab des II. Armee-Korps versetzt. 1848 nahm er am Feldzug in Dänemark teil. Daran schloss sich ab 9. Juni 1849 eine Verwendung als Chef des Generalstabes beim Prinzen von Preußen an. Als solcher nahm er im gleichen Jahr an der Niederschlagung der Badischen Revolution teil und wurde am 27. Juli 1849 mit dem Orden Pour le Mérite ausgezeichnet. Kurzzeitig war Kirchfeldt vom 2. Oktober bis zum 28. November 1849 zur Dienstleistung beim Militärgouvernement der Rheinprovinzen und Westfalen kommandiert. Anschließend kehrte Kirchfeldt als Abteilungsvorstand in den Großen Generalstab zurück und wurde einen knappen Monat später unter Belassung im Stab des Prinzen von Preußen zum Chef des Generalstabes des II. Armee-Korps ernannt. Am 22. Oktober 1850 kehrte er ein weiteres Mal in den Großen Generalstab zurück und wurde dort am 23. März 1852 zum Oberstleutnant sowie am 22. März 1853 zum Oberst befördert. Also solcher war Kirchfeldt vom 13. Oktober 1853 bis zum 3. April 1857 als Kommandeur des 7. Artillerie-Regiments in Münster tätig.
Anschließend fungierte er als Kommandeur der 12. Infanterie-Brigade in Brandenburg an der Havel. Diese Stellung bedeutete für Kirchfeldt als Artillerieoffizier eine besondere Auszeichnung. Am 15. Oktober 1857 folgte seine Beförderung zu Generalmajor. Für seine Leistungen wurde Kirchfeldt am 9. April 1858 mit dem Komturkreuz I. Klasse des Militär-Karl-Friedrich-Verdienstordens ausgezeichnet sowie am 30. Juni 1858 zur Erinnerung an seine 1849 vor dem Feind geleisteten Dienste in den erblichen preußischen Adelsstand erhoben. Wenige Monate später zog Kirchfeldt sich durch einen Sturz vom Pferd einen Schädelbruch zu, an dem er verstarb.
Kirchfeldt blieb unverheiratet. Sein Grabmal mit einer Zinkguss-Figur des „Trauernden Achill“ nach einem Entwurf von Christian Friedrich Tieck in der Ausführung von Moritz Geiß befindet sich auf dem denkmalgeschützten Neustädtischen Friedhof in Brandenburg an der Havel.